# Hans Bachmann (Wirtschaftswissenschaftler)
Hans Bachmann (* 1. August 1898 in Frauenfeld; † 13. September 1989 in St. Gallen, reformiert, heimatberechtigt in Stettfurt und Thundorf, seit 1953 in Neuhausen am Rheinfall) war ein Schweizer Wirtschaftswissenschaftler.

## Leben
Hans Bachmann wurde am 1. August 1898 in Frauenfeld als Sohn des Kaufmanns Emil Bachmann geboren. Hans Bachmann nahm zwischen 1918 und 1922 die Studien der Rechtswissenschaft, Volkswirtschaft und Geschichte in Zürich, Montpellier, Paris, Berlin und Oxford auf. Im Jahr 1921 promovierte er in Zürich zum Dr. rer. cam.
In der Folge war Hans Bachmann nach einem Aufenthalt in den USA zunächst zwischen 1924 und 1939 als Direktionssekretär angestellt. Im Anschluss fungierte Bachmann bis 1941 neben seiner Tätigkeit als Generalsekretär der europäischen Aluminium Association als Direktor der Versuchsabteilung bei der Aluminium Industrie AG in Neuhausen. In weiterer Folge war er bis 1945 als Generalsekretär der Alliance Aluminium Cie. in Basel beschäftigt, bevor er bis 1952 als Direktor verschiedene Aluminiumfirmen leitete.
Überdies lehrte Hans Bachmann an der Hochschule St. Gallen ab 1942 als Privatdozent, ab 1946 als Titularprofessor sowie von 1952 bis 1968 als ausserordentlicher Professor für Sondergebiete der angewandten Volkswirtschaftslehre, insbesondere für Aussenwirtschaftslehre. 1968 wurde er schliesslich zum Honorarprofessor ernannt. Zudem wirkte er 1943 als Mitbegründer und bis 1972 als Direktor des Schweizerischen Instituts für Aussenwirtschafts- und Marktforschung sowie als Vizepräsident und späteres Ehrenmitglied der Europäischen Liga für wirtschaftliche Zusammenarbeit.
Hans Bachmann heiratete im Jahr 1923 Frieda Emma, die Tochter des Kantonsschullehrers Johann Heinrich Tanner. Er verstarb am 13. September 1989 einen Monat nach Vollendung seines 91. Lebensjahres in St. Gallen.

## Wirken
Hans Bachmanns Forschungsinteresse galt der wirtschaftlichen Integration Europas, internationalen Währungsfragen, der Entwicklungspolitik sowie agrarpolitischen Problemen. Zwischen 1956 und 1969 war er im Auftrag des Bundes und der UNO als Entwicklungsexperte in Südamerika und Asien tätig. Im Jahr 1968 publizierte Bachmann ein wegweisendes Handbuch über wirtschafts- und handelspolitische Probleme der Entwicklungsländer, und zwar "The External Relations of Less Developed Countries".
Zudem war Hans Bachmann zwischen 1932 und 1940 eine zentrale Figur der Neuen beziehungsweise Nationalen Front, ohne sich jedoch politisch zu deklarieren, unter anderem als Geldgeber der frontistischen Zeitung "Der Grenzbote".